# 関岡英之
関岡 英之（せきおか ひでゆき、1961年（昭和36年）6月  - 2019年（令和元年）5月）は、日本のノンフィクション作家、評論家。拓殖大学日本文化研究所客員教授。
父は元東京国際大学教授、オイルエコノミストの関岡正弘。母方の祖父は法学者の石井照久。

## 概略
東京都生まれ。慶應義塾大学法学部卒業後、東京銀行に入行し、証券投資部、北京駐在事務所、国際協力銀行出向などを歴任。14年間の銀行・証券会社勤務の後、アジア通貨危機を契機に退社し、早稲田大学専門学校を経て、1999年に早稲田大学大学院理工学研究科建築学専攻に入学。建築家の石山修武の研究室に所属し、2001年に同修士課程を修了。
2002年、自身の中東・アジアでの体験を綴った『なんじ自身のために泣け』で作家デビューし、蓮如賞を受賞。自民党が運営している地方政治学校「自民党きょうと青年政治大学校」で講師を務めた。
2004年刊行の『拒否できない日本―アメリカの日本改造が進んでいる』は、「年次改革要望書｣をもとにアメリカの日本への内政干渉の実態を検証。また、年次改革要望書に追従する小泉改革の問題点を検証し、小泉純一郎・竹中平蔵が主導した郵政民営化法案もその一環であると主張した。刊行後、Amazon.co.jpで品切状態が続いたことで、インターネット上などで「米IT企業の代表格として日本に進出したアマゾンは小泉改革を推し進めたい。先の総選挙では、小泉陣営の邪魔になるから売らないのだ」との噂が飛び交った。
2005年「奪われる日本―「年次改革要望書」米国の日本改造計画」
2010年より、日本文化チャンネル桜にキャスターとして不定期出演し、中国共産党の政策、在日中国人の犯罪、移民政策、TPP等のアメリカの新自由主義的政策に対しても一貫して批判的な意見を述べている。
2011年に『国家の存亡』を刊行。この著書も『拒否できない日本』と同様に刊行から1ヶ月足らずでAmazon.co.jpで品切取扱停止状態となった。これを受けてAmazon.co.jpでなく、日本の書店で購入するようチャンネル桜の番組を通じて求めた。この年夫人を亡くす。
2019年に、虚血性心不全にて実家（用賀）で死去。実父が発見。

## 出演
- 日本文化チャンネル桜
  - 報道ワイド日本 Weekend（毎週金曜日 20:00 - 21:00） - キャスターとして不定期出演
  - 日本よ、今...「闘論！倒論！討論！」（毎週土曜日 20:00 - 23:00） - バネリストとして不定期出演

- ビデオニュース・ドットコム
  - 丸激トークオンデマンド（2006年3月3日、第257回）

## 著書

### 単著
- なんじ自身のために泣け（2002年、河出書房新社）ISBN 4309014585
- 拒否できない日本　―アメリカの日本改造が進んでいる（2004年、文藝春秋） ISBN 4166603760
- 奪われる日本（2008年、講談社現代新書）ISBN 4061498533
- 仕組まれた「構造改革」と汎アジア共同体構想　―アメリカの言いなりでいいのか!?（2007年、明成社）ISBN 9784944219537
- 大川周明の大アジア主義（2007年、講談社）ISBN 9784062879224
- 目覚める日本　―泰平の世は終わった（2009年、PHP新書）ISBN 9784569706207
- 帝国陸軍 見果てぬ「防共回廊」 ―機密公電が明かす、戦前日本のユーラシア戦略（2010年、祥伝社）
  - 帝国陸軍 知られざる地政学戦略　―見果てぬ「防共回廊」（2019年、祥伝社新書）ISBN 9784396115630
- 中国を拒否できない日本 （2011年、ちくま新書）ISBN 9784480065902
- 国家の存亡　―「平成の開国」が日本を亡ぼす（2011年、PHP新書）ISBN 9784569796963

### 共著
- 吉川元忠
  - 『国富消尽 対米隷従の果てに』（2005年、PHP研究所、ISBN 4569644686）
- 和田秀樹
  - 『「改革」にダマされるな！ 私たちの医療、安全、教育はこうなる』（2007年、PHP研究所、ISBN 9784569654492）
- 伊藤啓介 (外交官)
  - 『インド国民軍を支えた日本人たち 日本ガ感謝サレズトモ独立達成ナラバ本望ナリ』（2008年、明成社、ISBN 9784944219742）
- 中野剛志、岩月浩二、東谷暁、村上正泰、施光恒、柴山桂太
  - 『TPP 黒い条約』（2013年、集英社、ISBN 9784087206951）
- 三橋貴明
  - 『検証・アベノミクスとTPP 安倍政権は「強い日本」を取り戻せるか』（2013年、廣済堂出版、ISBN 9784331517659）
- 西尾幹二（責任編集）、河添恵子、坂東忠信、三橋貴明、河合雅司
  - 『中国人国家ニッポンの誕生 移民栄えて国滅ぶ』（2014年、ビジネス社、ISBN 9784828417806）
- 田母神俊雄
  - 『日本は「戦後」を脱却できるか 真の自主独立のために』（2014年、祥伝社、ISBN 9784396614881）

### 共編著
- イースト・プレス特別取材班
  - 『アメリカの日本改造計画 マスコミが書けない「日米論」』（2006年、イースト・プレス、ISBN 4872577442）

## 雑誌

### 論文
- 「そんなバカな! ここまで進んでいるアメリカの日本改造』 『正論』2004年10月
- 「志を喪失した時代の象徴として」 『正論』2005年5月
- 「郵政民営化の背後にある真実」 『世界 』2005年9月
- 「奪われる日本―「年次改革要望書」米国の日本改造計画」 『文藝春秋』2005年12月
- 「TVで暴言を吐いた竹中大臣へ」 『文藝春秋』2006年1月
- 「これが最新版『米国政府要望書』だ」 『Voice』2006年3月
- 「日本の大新聞、テレビはいまだに『アメリカの横暴』も『小泉亡国政治』もその真実を国民に伝えていない」　『わしズム』2006年春号（通巻18号）
- 「小泉八雲の聲を聞く」 『別冊正論』第3号「今こそ問う　日本人の志はどこへ行った」 2006年7月
- 「民営化の深層――簡保を手中にした米国。あとは医療保険を落とすばかり」 『日本の論点2007』 （文藝春秋、2007年）
- 「『改革』は誰のためのものだったか」 『別冊正論』第7号「“世界標準”（グローバルスダンダード）は日本を幸福にしない」 2007年7月
- 「NHKを国民の手に取り戻せ」『別冊正論』第20号「NHKよ、そんなに日本が憎いのか」2013年12月

### インタビュー
- 「この著者に会いたい 関岡英之『拒否できない日本--アメリカの日本改造が進んでいる』」 『Voice』2004年9月
- 「読書の時間 拒否できない日本 関岡英之著--進む米国による日本改造 戦慄のメカニズムに迫る」 『正論』2004年9月
- 「アメリカ--第二の占領政策 「年次改革要望書」という日本改造プログラム」 『表現者』2005年9月　インタビュアー東谷暁

### 対談
- （石原慎太郎）「『NO』と言えるサムライ国家に」 『文藝春秋』2006年2月
- （高杉良）「対談 米国の対日要求に迎合する日本」 『週刊金曜日』2006年
- （松原隆一郎・吉崎達彦）「ホリエモン株の乱高下を嘲う」 『諸君!』2006年4月
- （平沼赳夫・城内実）「アメリカ崇拝政治を排し、保守を再生せよ」 『月刊現代』2006年7月
- （小林興起）「アメリカだけが丸儲け！戦後2度目の日本占領政策を全部バラす！」 『月間旬なテーマ』2006年8月
- （西尾幹二・佐伯啓思）「『保守』を勘違いしていないか」 『諸君』2006年12月
- （小林よしのり）「思考停止の『親米保守』を疑え！」 『アメリカの日本改造計画』2006年12月
- （佐藤優）「アメリカが押しつけた『東京裁判史観』が封印した、戦前日本の知的遺産」 『アメリカの日本改造計画』2006年12月